# Família do Norte
La Família do Norte (FDN), créée en 2007, est l'une des plus grandes organisations criminelles d'Amazonas. Elle est dirigée par les trafiquants de drogue Zé Roberto da Compensa, João Pinto Carioca et Gelson Carnaúba (accusé d'être un traître aux FDN),  qui s'opposent au contrôle exercé par le Premier commando de la capitale (PCC). Après 2015, les frictions entre PCC et FDN ont déclenché une confrontation qui a éclaté lors de la mutinerie dans les prisons brésiliennes de janvier 2017.

## Histoire
Dans l'enquête qui a donné lieu à l'opération de police fédérale «La Muralla», les enquêteurs se sont rendu compte que le PCC «baptisait» (cooptait) des criminels amazoniens afin d'accroître la présence du groupe dans l'État. Cette action a déplu aux FDN, qui ont ordonné la mort de trois trafiquants liés à la faction. À l'époque, le Comando Vermelho (CV) et le PCC étaient des alliés et entretenaient ensemble des affaires, et la FDN a été affaiblie par l'opération La Muralla. Environ un an après que le FDN ait déclaré la guerre au PCC avec le soutien du Comando Vermelho, le groupe a mis en pratique le plan visant à mettre fin au PCC dans l'Amazonas en octobre 2016. Les rébellions provoquées par la guerre entre les deux factions ont fait 18 morts dans les prisons de deux États. Selon le gouvernement de Roraima, dix détenus ont été tués au pénitencier agricole de Monte Cristo, à la suite d'un ordre de Rio de Janeiro. Les enquêteurs pensent que les membres du CV ont demandé au FDN d'exécuter les membres du PCC à Manaus.
Le PCC domine actuellement le trafic de drogue aux frontières du Brésil, ce qui augmente la tension avec le Comando Vermelho. Le 1er janvier 2017, la FDN, lors d'une violente rébellion à Manaus, a tué environ 56 prisonniers du PCC dans le complexe pénitentiaire d'Anísio Jobim.
Il existe des preuves solides que le FDN fait partie d'un réseau international de trafic de drogue ayant des liens étroits avec les FARC en Colombie, un pays bordant l'État d'Amazonas. La famille du Nord a rompu son union avec le Comando Vermelho en 2018.
En février 2020, la faction Rio Comando Vermelho a repris plusieurs territoires du FDN et a dominé plusieurs districts de Manaus.
En 2020, 403 décès ont été enregistrés dans le quartier de Compensa, en raison de l'intense dispute entre les factions criminelles Comando Vermelho et la FDN, les premiers tentant de s'emparer de territoires du quartier encore majoritairement contrôlés par les FDN.